# 青岛海洋科学与技术试点国家实验室
青岛海洋科学与技术国家实验室位于中华人民共和国山东省青岛市即墨区，由中华人民共和国科学技术部、山东省和青岛市共建，是定位于海洋科学与技术研究的国家实验室。

## 实验室沿革
2000年开始，由中国海洋大学、中国科学院海洋研究所等单位牵头，开始进行海洋科学与技术国家实验室立项的前期准备工作。2006年，实验室开始立项筹备。但科技部迟迟不予立项，导致项目长期处于筹备阶段，实验室无法正式成立，受到筹备牵头方的诟病。2013年12月，科技部正式批复，组建青岛海洋科学与技术国家实验室；2015年6月，实验室正式投入运行，也是所有试点国家实验室中唯一转为正式国家实验室的研究机构。

## 实验室现状
实验室以透明海洋与国防安全、蓝色生命与生物资源安全、海底过程与能源矿产安全、深海与极地极端环境、健康海洋与生态安全为主要研究方向，共有科研人员约2200人，其中有30位两院院士、19位千人计划专家，63位国家杰出青年科学基金获得者和17位长江学者。
实验室采用理事会管理、学术委员会指导、主任委员会负责的组织架构，由青岛市成立海洋国家实验室发展中心，不定行政级别，作为维持实验室运行的事业单位法人。实验室采取自设岗位、自主招聘、自定薪酬的人才招聘模式，科研人员实施“双聘制”管理，即可以同时受雇于实验室和原科研单位，所获奖项、文章署名也归属原单位，让科研人员评选职称、职级时没有后顾之忧。
实验室统筹了蛟龙号、向阳红01号、科学号等船舶，组建了国家级深远海大型科考船队与基础条件共享平台。此外，为促进学术交流，实验室开办了“鳌山论坛”、2016全球海洋院所领导人论坛等学术会议。